# 乌东河畔拉沙佩勒
烏東河畔拉沙佩勒（法語：La Chapelle-sur-Oudon，發音：[la ʃapɛl syʁ udɔ̃] ⓘ）是法国曼恩-卢瓦尔省的一个旧市镇，属于瑟格雷区。2016年12月15日，乌东河畔拉沙佩勒与邻近的14个市镇合并为新市镇蓝色安茹地区瑟格雷，成为了蓝色安茹地区瑟格雷的委派市镇。

## 地理
乌东河畔拉沙佩勒（47°40'43"N, 0°49'35"W）面积12.73 平方千米，位于法国卢瓦尔河地区大区曼恩-卢瓦尔省，该省份为法国西部内陆省份，大致对应安茹地区，北起顺时针与马耶讷省、萨尔特省、安德尔-卢瓦尔省、维埃纳省、德塞夫勒省、旺代省、大西洋卢瓦尔省和伊勒-维莱讷省接壤。
与乌东河畔拉沙佩勒接壤的市镇（或旧市镇、城区）包括：昂迪涅、热内、勒利翁当热、卢韦讷、马朗、圣热姆当迪涅、瑟格雷。
乌东河畔拉沙佩勒的时区为UTC+01:00、UTC+02:00（夏令时）。

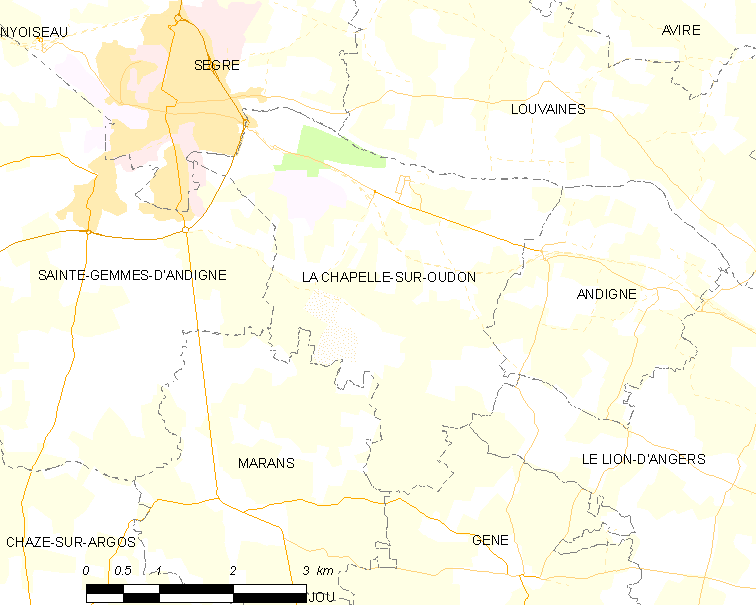
乌东河畔拉沙佩勒的OSM定位图

## 行政
乌东河畔拉沙佩勒的邮政编码为49500，INSEE市镇编码为49077。

## 政治
乌东河畔拉沙佩勒所属的省级选区为蓝色安茹地区瑟格雷县。

## 人口

1962-2008年间乌东河畔拉沙佩勒人口变化图示

乌东河畔拉沙佩勒于2018年1月1日时的人口数量为608人。